# Rifet Kapić
Rifet Kapić (Cazin, 3 luglio 1995) è un calciatore bosniaco, centrocampista del Lechia Danzica.

## Palmarès

### Club

#### Competizioni nazionali
- Campionato moldavo: 2

Sheriff Tiraspol: 2018, 2020-2021
- Campionato bosniaco: 1

Sarajevo: 2018-2019
- Coppa di Bosnia: 1

Sarajevo: 2018-2019
- Campionato polacco di seconda divisione: 1

Lechia Danzica: 2023-2024